# Kolding FC
A Kolding FC, teljes nevén Kolding Fodbold Club egy megszűnt dán labdarúgócsapat. A klubot 2002-ben alapították két klub, a Kolding IF és a Kolding BK egyesítésével.
A klub stadionja a Kolding Stadion, amelyet 1931-ben építettek. Tervbe volt véve egy új stadion, aminek Kolding Superdome lett volna a neve.
Hivatalos szurkolói klubja a Kolding FC Support.

## Jelenlegi keret
2009. január 11. szerint.
| #  |     | Poszt | Név                    |
| -- | --- | ----- | ---------------------- |
| 1  | DNK | K     | Kenneth Merrild        |
| 2  | DNK | V     | Lars Christian Nielsen |
| 3  | DNK | V     | Mikael Knudsen         |
| 4  | DNK | V     | Nick Andersen          |
| 5  | DNK | V     | Martin Thomsen         |
| 6  | DNK | KP    | Thomas Rathe           |
| 7  | NGA | KP    | Justice John Erhenede  |
| 8  | DNK | KP    | Brian Gellert          |
| 9  | DNK | CS    | Martin Hedeager Jensen |
| 10 | DNK | KP    | Claus Pedersen         |
| 11 | DNK | CS    | Jesper Christiansen    |

| #  |                     | Poszt | Név                    |
| -- | ------------------- | ----- | ---------------------- |
| 12 | DNK                 | K     | Michael Munch          |
| 14 | GHA                 | CS    | Razak Salifu           |
| 16 | DNK                 | K     | Per Boysen             |
| 17 | DNK                 | V     | Ulrik Pedersen         |
| 18 | DNK                 | KP    | Morten Christiansen    |
| 20 | DNK                 | CS    | Søren Petersen         |
| 21 | DNK                 | CS    | Mads Fogh              |
| 22 | DNK                 | K     | Nicolaj Christensen    |
| 23 | DNK                 | KP    | Søren Lynge Poulsen    |
| 24 | DNK                 | V     | Michael Præst          |
| 25 | DNK                 | CS    | Martin Hedeager Jensen |
| -  | Bosznia-Hercegovina | KP    | Admir Softic           |

## Az eddigi szezonok
| Szezon               | Bajnokság   | Bajnokság   | Bajnokság   | Bajnokság   | Bajnokság   | Bajnokság   | Bajnokság   | Bajnokság   | Bajnokság   | Kupa                                                   |
| Szezon               | Poz.        | Pont        | Mérk.       | Gy          | D           | V           | RG          | KG          | GK          | Kupa                                                   |
| -------------------- | ----------- | ----------- | ----------- | ----------- | ----------- | ----------- | ----------- | ----------- | ----------- | ------------------------------------------------------ |
| 09-10: másodosztály  | Folyamatban | Folyamatban | Folyamatban | Folyamatban | Folyamatban | Folyamatban | Folyamatban | Folyamatban | Folyamatban | 09-10: Nem fejeződött be                               |
| 08-09: másodosztály  | #12/16      | 36          | 30          | 9           | 9           | 12          | 45          | 59          | −14         | 08-09: Első kör (SønderjyskE, 1-2)                     |
| 07-08: másodosztály  | #7/16       | 40          | 30          | 11          | 7           | 12          | 53          | 47          | +6          | 07-08: Negyedik kör (Næstved BK, 2-5)                  |
| 06-07: másodosztály  | #5/16       | 49          | 30          | 14          | 7           | 9           | 58          | 53          | +5          | 06-07: Negyedik kör (Lyngby BK, 1-5)                   |
| 05-06: másodosztály  | #6/16       | 46          | 30          | 14          | 4           | 12          | 50          | 50          | ±0          | 05-06: Ötödik kör Odense BK, 1-1, 4-5 tizenegyesekkel) |
| 04-05: harmadosztály | #1/16       | 69          | 30          | 23          | 0           | 7           | 63          | 30          | +23         | 04-05: Második kör (Aarhus Fremad, 2-4)                |
| 03-04: harmadosztály | #4/16       | 52          | 30          | 15          | 7           | 8           | 54          | 41          | +13         | 03-04: Második kör (Skive IK, 1-3)                     |
| 02-03: harmadosztály | #9/16       | 37          | 30          | 10          | 7           | 13          | 40          | 52          | −12         | 02-03: Negyedik kör (Silkeborg IF, 0-4)                |